# Kamikawa (Hokkaido)
Kamikawa (jap. 上川町 Kamikawa-chō) – miasto w Japonii, w prefekturze Hokkaido, w podprefekturze Kamikawa, w środkowej części wyspy Hokkaido.  Miasto ma powierzchnię 1049,47 km². W 2020 r. mieszkało w nim 3 500 osób, w 1 901 gospodarstwach domowych  (w 2010 r. 4 532 osoby, w 2 297 gospodarstwach domowych) .
Miejscowość leży około 30 minut drogi od wąwozów Sōunkyō i Parku Narodowego Daisetsu-zan. Swoje źródła ma tu rzeka Ishikari, która jest najdłuższą rzeką Hokkaido. Najbliższy międzynarodowy port lotniczy to nowy port lotniczy Sapporo-Chitose w pobliżu Sapporo, oddalony o około 143 km, a najbliżej położone lotnisko krajowe znajduje się w Asahikawie (port lotniczy Asahikawa), około 33 km od Kamikawy.
W Kamikawie urodził się między innymi mistrz świata i mistrz olimpijski w skokach narciarskich – Masahiko Harada oraz mistrzyni świata i wielokrotna mistrzyni świata juniorów Sara Takanashi.